# WRESAT
WRESAT (acrónimo de Weapons Research Establishment Satellite) fue el primer satélite artificial australiano. Fue lanzado mediante un cohete Redstone modificado desde Woomera el 29 de noviembre de 1967.

## Objetivos
WRESAT fue dedicado al estudio de la radiación solar y la atmósfera superior.

## Características
El satélite pesaba 45 kg y fue puesto en una órbita de 198 x 1252 km con una inclinación orbital de 83 grados. Transmitió datos durante 5 días y tras 42 días en órbita reentró en la atmósfera.